# モニカ・ブライプトロイ
モニカ・ブライプトロイ（Monica Bleibtreu, 1944年5月4日 - 2009年5月14日）はオーストリア・ウィーン出身の女優、脚本家。

## 経歴
父親は舞台監督のレナート・アッティリオ・ブライプトロイ、祖母は舞台女優のマクシミリアーネ・メブス（旧姓ブライプトロイ）。女優のヘートヴィヒ・ブライプトロイは大伯母である。
幼少時代から舞台に立ち、ウィーン音楽・表現芸術大学のマックス・ラインハルト・ゼミナールで演技を学んだ。1966年にテレビ映画でデビューし、生涯で100本ほどの作品に出演する傍ら、ベルリンのシラー劇場、ミュンヘンのカマーシュピーレ、ウィーンのブルク劇場などの舞台に出演した。また、1993年から1998年まで、ハンブルク音楽演劇大学で教授として演劇を教えた。2006年にはドイツ映画『4分間のピアニスト』に出演し、ドイツ映画賞主演女優賞およびバイエルン映画賞最優秀女優賞を受賞した。
私生活では1971年に俳優ハンス・ブレナーとの間に、後に俳優となる息子のモーリッツ・ブライプトロイをもうけたが、ブレナーとは事実婚のままだった。1980年代前半頃の数年間、俳優のハンス・ペーター・コルフと結婚していた。
2009年5月14日未明、長年患っていたガンによりハンブルクで死去。墓はハンブルク市内のオールスドルフ墓地にある。

## 主な出演作品
- ラン・ローラ・ラン Lola rennt（1998年）
- タトゥー Tattoo（2002年）
- 4分間のピアニスト Vier Minuten（2006年）
- ソウル・キッチン Soul Kitchen（2009年）